# 圣方济各修道院 (乌尔比诺)

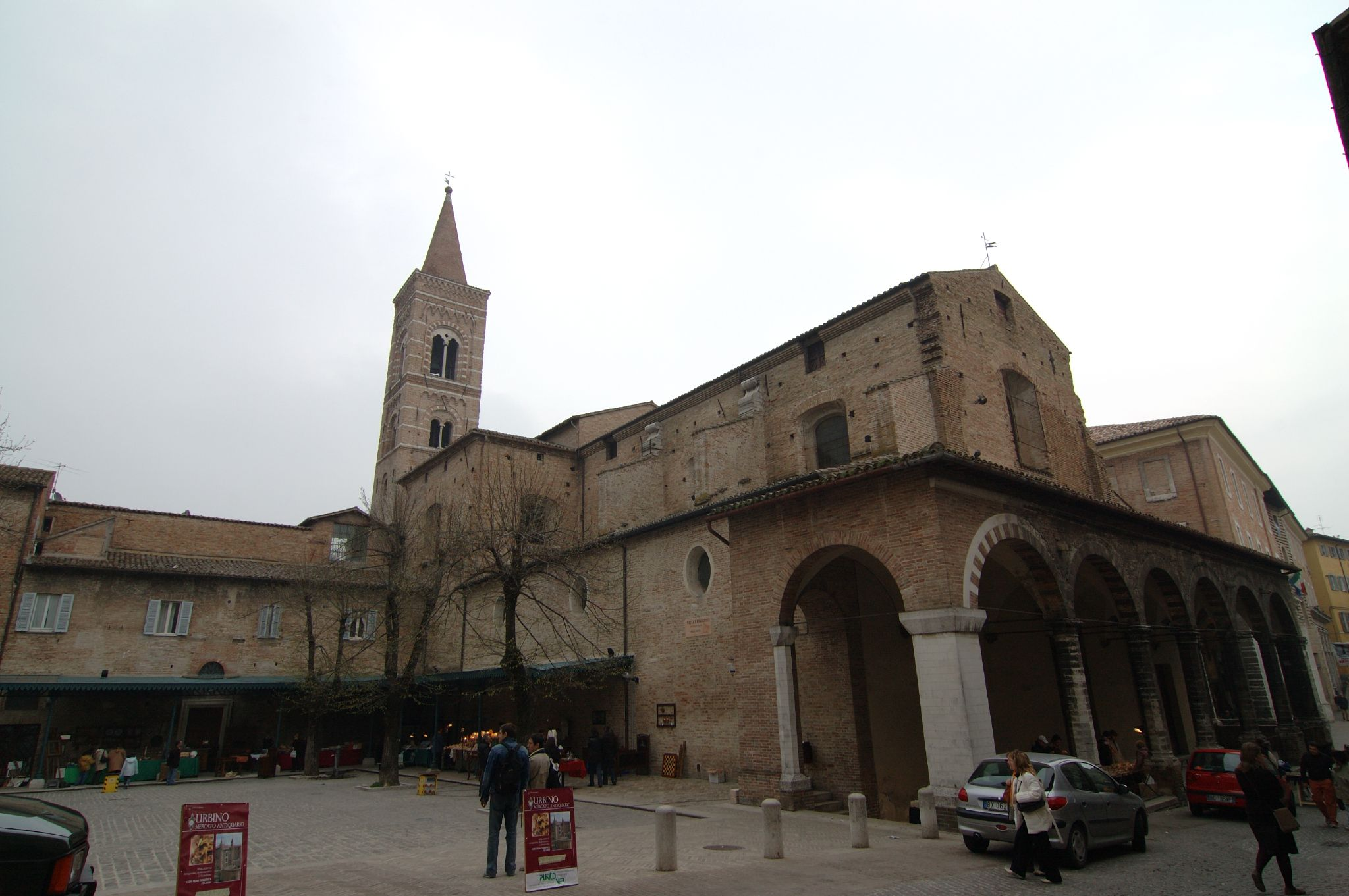

圣方济各修道院（Convento di San Francesco）是一座天主教方济各会的修道院，也是乌尔比诺城市的主要宗教建筑之一，建于13-14世纪，建筑风格兼有罗马风、哥特式及巴洛克式。
圣方济各修道院位于乌尔比诺古城的中心，毗邻拉斐尔街（via Raffaello）和中心广场共和国广场（Piazza della Repubblica），在另一侧的圣方济各广场也设有入口。原来它占据了拉斐尔街、巴蒂斯蒂街、圣安德烈街和布拉曼特街之间的整个街区；在意大利王国诞生之后，其范围已大为收缩。